# الكلية التقنية بحائل
الكلية التقنية بحائل (بالإنجليزية: Hail Technical College)‏ هي كلية تقنية تقع في بمدينة حائل، شمال شرق المملكة العربية السعودية، وقد تم تأسيسها في عام 1997م (1418هجري). تركز الكلية أساسًا على التدريب التقني والمهني لإعداد الطلاب للمهن. وهي واحدة من الكليات التقنية التي تحكمها المؤسسة العامة للتدريب التقني والمهني، المزود الحكومي للتدريب في المملكة السعودية.

## التاريخ
تأسست الكلية التقنية بمدينة حائل عـام 1418هـ، تـم افتتـاح مبنى الكلية الجديـد عـام 1426هـ برعايـة كريمـة من ولي العـهد صاحـب السمو الملكي الأميـر سلطـان بن عبدالعزيز.

## أهداف الكلية
تسعى الكلية إلى تدريب بجودة وكفاءة عالية لإعداد جيل قادر على تلبية متطلبات سوق العمل، وحددت الكلية العديد من الأهداف منها:
- استيعاب أكبر عدد ممكن من المتدربين الراغبين في التدريب التقني والمهني للإسهام في التنمية المستدامة.
- إيجاد بيئة محفّزة وآمنة للعمل والتدريب في الكلية التقنية بحائل تهتم بالمدرب والمتدرب.
- نشر الوعي بأهمية العمل في المجالات التقنية والمهنية في أوساط المجتمع وتعزيز الصورة الذهنية الإيجابية وتحسين النظرة الاجتماعية عن الكلية.
- بناء شراكات إستراتيجية مع القطاع الخاص والعام في حائل لتنفيذ برامج الكلية.
- تقديم البرامج التدريبية بالجودة والكفاية التي تؤهل الخريج للحصول على الوظيفة المناسبة أو ممارسة العمل الحر.
- تأهيل وتطوير الكوادر البشرية الوطنية في المجالات التقنية والمهنية وفقاً لمتطلبات سوق العمل ووفقاً للتطور التقني والمعرفي.
- توثيق العلاقة والتكامل مع الجهات التعليمية والتدريبية الوطنية.
- التوسع في المجالات التدريبية المتقدمة الداعمة للخطط الوطنية.

## الأقسام
تحتوي الكلية على العديد من الأقسام التدريبية وهي:
1. قسم التقنية الادارية، ويضم ثلاث تخصصات وهي: تخصص المحاسبة، تخصص التسويق، تخصص الإدارة المكتبية.
2. قسم تقنية الحاسب الآلي، ويضم ثلاث تخصصات وهي: تخصص دعم أنظمة الشبكات، تخصص برمجيات، تخصص دعم فني، تخصص شبكات.
3. قسم التقنية الميكانيكية، ويضم تخصصين وهما: تخصص إنتاج، تخصص تبريد.
4. قسم التقنية الكهربائية، ويضم ثلاث تخصصات وهي: تخصص آلات ومعدات، تخصص قوى كهربائية، تخصص الطاقة المتجددة.
5. قسم تقنية السياحة والضيافة، ويضم التخصص التالي: تخصص السفر والسياحة.